# Municipio de Neuse (condado de Lenoir)
El municipio de Neuse  (en inglés: Neuse Township) es un municipio ubicado en el  condado de Lenoir en el estado estadounidense de Carolina del Norte. En el año 2010 tenía una población de 5.129 habitantes.

## Geografía
El municipio de Neuse se encuentra ubicado en las coordenadas 35°13′13.59″N 77°38′21.9″O / 35.2204417, -77.639417.